# Ievgueni Remez
Ievgueni Remez (rus: Евгений Яковлевич Ремез)  (Mscislaŭ, 17 de febrer de 1896 - Kíiv, 31 d'agost de 1975) (a vegades transliterat com com Eugène Remez o Evgeny Remez) va ser un matemàtic soviètic.

## Vida i Obra
Remez va fer brillantment els seus estudis secundaris a la seva vila natal de Mstsislav (avui a Belarús) abans d'ingressar el 1916 a la Universitat de Kíiv, en la qual es va graduar el 1924. Els anys següents va donar classes a diferents institucions d'ensenyament superior de Kíev mentre preparava la seva tesi doctoral. Va obtenir el doctorat el 1929 i va seguir donant classes al Institut Miner, al Institut Geològic i al Institut Pedagògic, fins que el 1935 va obtenir una plaça al Institut de Matemàtiques de l'Acadèmia nacional de les ciències d'Ucraïna, on va romandre la resta de la seva vida acadèmica, donant classes simultàniament a la universitat de Kíiv.
Durant els seus cinquanta anys d'activitat matemàtica, Remez va publicar tres monografies, dos llibres de text, uns setanta cinc articles científics, vint articles meteodològics i onze estudis històrics.
Remez és recordat sobre tot per l'algorisme de Remez (1934), que desenvolupa mètodes computacionals generals per l'aproximació de Txebixev dels polinomis.